# 史密斯-莫拉弃兵
史密斯-莫拉弃兵是國際象棋開局西西里防禦的一種，走法為：
1.e4 c5 2.d4 cxd4 3.c3
西西里防禦的黑方棋手面对的最危险的弃兵之一是史密斯-莫拉弃兵。白方牺牲一兵，为白方的双象打开中心。 